# Chicken and waffles
Il chicken and waffles (letteralmente "pollo e waffle") è un piatto statunitense a base di carne di pollo e waffle. Il piatto rientra nella tradizione culinaria del cosiddetto soul food ed è un alimento tradizionale nella cucina dei Pennsylvania Dutch.

## Storia
Le origini esatte di questo piatto sono oggetto di dibattito. I waffle vennero importati sul suolo americano dai coloni europei nel sedicesimo secolo. Le cialde ebbero un picco di notorietà nel Nord America a partire dal 1789 grazie al presidente Thomas Jefferson, che acquistò quattro macchine per preparare i waffel ad Amsterdam.
Poco tempo dopo, all'inizio del diciannovesimo secolo, erano già presenti diversi hotel e resort fuori dalla città di Filadelfia che servivano waffle con pesce gatto fritto. Tali stabilimenti servivano anche il pollo fritto, la cui crescente notorietà oscurò con il passare del tempo quella del pesce gatto, che poteva essere pescato soltanto in alcune stagioni dell'anno. I waffle venivano serviti con pollo e salsa gravy e guadagnarono la reputazione di alimento della domenica tra i tedeschi immigrati della Pennsylvania durante gli anni sessanta. Una biografia del 1901 conferma l'esistenza di una taverna del quartiere di East Liberty, a Pittsburgh, che divenne nota per le sue "cene a base di polli primaverili e waffle". Alla fine del diciannovesimo secolo, anche grazie al successo che godeva fra i turisti nei paesi occupati dai tedeschi, il piatto divenne un simbolo del Deitscherei statunitense.
Verso gli anni quaranta dello stesso secolo, il chicken and waffles divenne la specialità più amata della Warriner's Tavern di Springfield, nel Massachusetts, che era di proprietà dello "zio" Jeremy Warriner e sua moglie, la "zia" Phoebe, due noti abolizionisti. I piatti della Warriner's Tavern venivano preparati da donne afroamericane, schiave liberate o in fuga, che avevano imparato a cucinare nelle cucine delle piantagioni. Prima della guerra civile, il pollo con i waffle era considerato uno stravagante abbinamento per la colazione ed era preparato da cuochi esperti afroamericani alle persone che lavoravano nelle piantagioni del sud.
Nel 1909 un annuncio pubblicitario su una piastra per waffel della Griswold Manufacturing prometteva: "Puoi partecipare a una cena di pollo e waffle direttamente a casa ogni volta che ti rendi conto di essere il proprietario di una macchina American Waffle della Griswold."
Secondo una tradizione, il pollo con i waffle o i pancake entrò nel novero dei piatti del soul food prima della guerra civile, questo sebbene fosse inizialmente destinato a rimanere un piatto per le occasioni speciali dal momento che la carne di pollo veniva consumata raramente dai neri stanziati nel sud. Tuttavia, alcuni storici sostengono che vi siano troppe poche prove che confermano tale versione e supportano la teoria secondo cui il piatto si sarebbe invece diffuso negli Stati Uniti meridionali in seguito alla migrazione postbellica degli afro-americani, che si diressero nel nord degli USA durante l'era della ricostruzione. Il chicken and waffles non venne menzionato in nessuno dei primi libri di cucina sudista come, ad esempio, Mrs. Porter’s Southern Cookery Book (1871) o What Mrs. Fisher Knows About Old Southern Cooking (1881), pubblicato dalla ex schiava Abby Fisher e ritenuto il primo ricettario scritto da un afroamericano. L'assenza di ricette a base di pollo e cialde nei libri di cucina dell'epoca suggerisce che l'alimento fosse emerso in anni più recenti. Una delle prime menzioni del chicken and waffles apparve nel romanzo Fanny Herself, pubblicato da Edna Ferber nel 1917, ove si parla di un ristorante di Chicago che pubblicizzava una finta "cena di pollo sudista con waffle e vero sciroppo d'acero" che veniva servita al prezzo di 35 centesimi.
La combinazione di pollo e waffle ebbe il suo primo momento di visibilità a Los Angeles nel 1931, quando fu servito nel Maryland, un ristorante che lo pubblicizzava asserendo che fosse una specialità del sud.
A New York, il piatto fu servito a partire dagli anni 1930 nella comunità afroamericana di Harlem in luoghi come Tillie's Chicken Shack, la discoteca jazz di Dickie Wells e il Wells Supper Club. Nel 1935, Bunny Berigan compose un brano jazz strumentale dal titolo Chicken and Waffles.
Dagli anni 1970 il pollo con i waffle riacquistò popolarità a Los Angeles grazie alla fama del ristorante Roscoe's House of Chicken and Waffles dell'ex residente di Harlem Herb Roscoe. Il locale divenne il preferito di alcune celebrità di Hollywood e fu citato in diversi film.
Ancora oggi, vari ristoranti degli USA propongono tale specialità.

## Descrizione

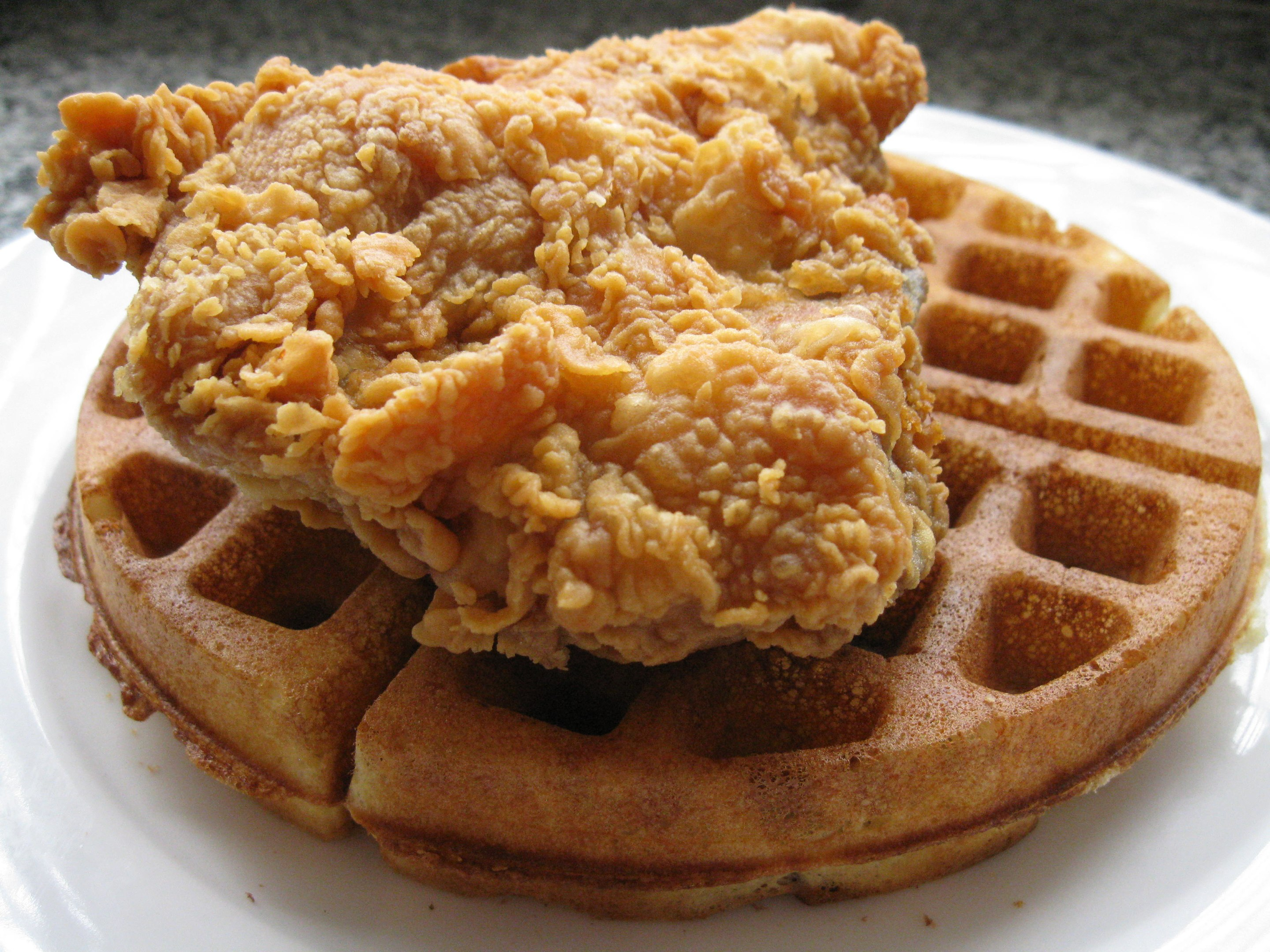
Waffle con pollo fritto della Popeyes Louisiana Kitchen

Nella sua versione soul food tramandata di generazione in generazione, la cialda del chicken and waffles viene servita con altri condimenti fra cui burro e sciroppo d'acero. Questa versione del piatto gode di una discreta notorietà a Baltimora, nel Maryland, ed è divenuta una specialità locale. Invece, la variante preparata dai tedeschi trapiantati nella Pennsylvania e diffusa negli Stati Uniti nord-orientali è composta da un semplice waffle che viene consumato assieme a del pollo stufato ricoperto di salsa gravy. Una variante del piatto è il cosiddetto chicken and pancake, ove la cialda viene sostituita dai pancake.

## Nella cultura di massa
- Il romanzo di James M. Cain Mildred Pierce del 1941 parla di una donna che trova successo servendo "cene a base di pollo e waffle" nel suo ristorante di Glendale.[9]

- Nel film Jackie Brown di Quentin Tarantino, Ordell Robbie incita Beaumont Livingston a entrare nel baule di un'automobile promettendogli che lo porterà da Roscoe's a mangiare del chicken and waffle ("pollo e focaccia" nell'adattamento in lingua italiana).[14]